# Resolução 25 do Conselho de Segurança das Nações Unidas
Resolução 25 do Conselho de Segurança das Nações Unidas, aprovada em 22 de maio de 1947, recomendou pedido da Itália para a admissão às Nações Unidas para a Comissão sobre a admissão de novos membros para "estudar e apresentar um relatório ao Conselho de Segurança no momento apropriado".
Foi aprovada por 10 votos, a Austrália se absteve.